# Gündlischwand
Gündlischwand é uma comuna da Suíça, no Cantão Berna, com cerca de 270 habitantes. Estende-se por uma área de 16,89 km², de densidade populacional de 16 hab/km². Confina com as seguintes comunas: Bönigen, Gsteigwiler, Iseltwald, Lauterbrunnen, Lütschental, Wilderswil.
A língua oficial nesta comuna é o Alemão.